# Blastobasis taricheuta
Blastobasis taricheuta é uma espécie de mariposa do gênero Blastobasis pertencente à família Coleophoridae.